# جوزيف بيسالا
جوزيف بيسالا (1 يناير 1941 – 25 أبريل 2010) هو ملاكم كاميروني راحل، مثّل بلاده في الألعاب الأولمبية الصيفية 1968 وحقق الميدالية الفضية في فئة وزن الوالتر.

## روابط خارجية
جوزيف بيسالا على موقع بوكس ريك (الإنجليزية) (registration required)
- جوزيف بيسالا على موقع أوليمبيديا (الإنجليزية)